# Tennis aux Jeux olympiques de 1900
Pour un article plus général, voir Tennis aux Jeux olympiques d'été.

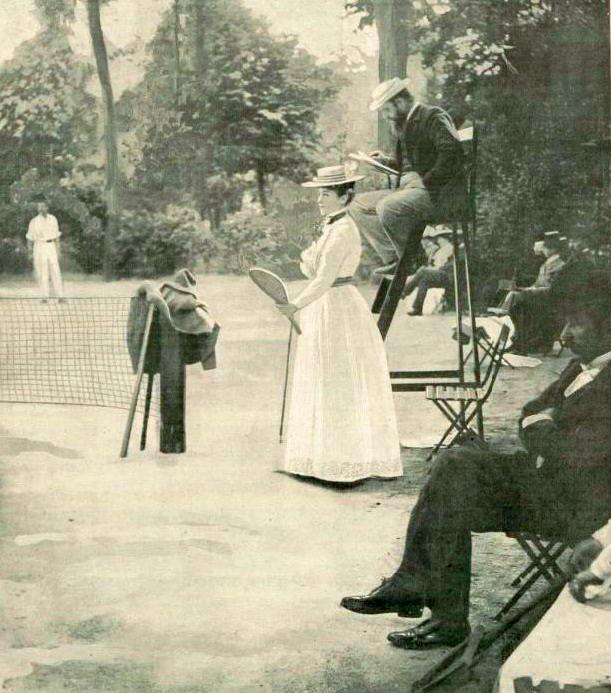
Mlle Antoinette Gillou sur les courts de la société des sports de l'île de Puteaux.

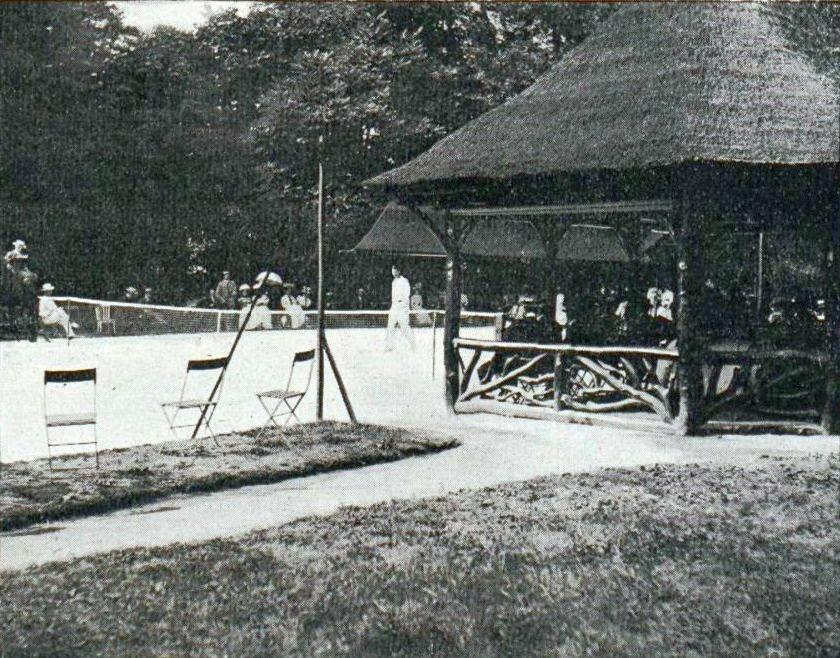
Le principal court, utilisé lors des finales.

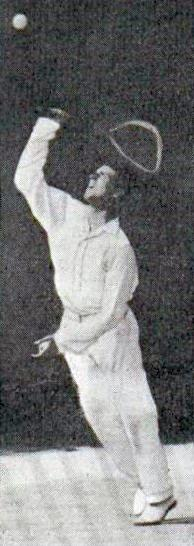
Lawrence Doherty, lors de la finale du simple messieurs.

Les épreuves de tennis aux Jeux olympiques de 1900 de Paris se déroulent sur l'île de Puteaux, alors île Rothschild du 6 au 11 juillet.
Le club de la Société de sport de l'Ile de Puteaux qui accueille les rencontres dispose de dix courts en terre battue. Sur les 73 joueurs participants, quinze sont des femmes. Avec le golf, le tennis est la seule épreuve sportive qui leur est alors ouverte.
Les Britanniques, qui dominent le tennis à l'époque, remportent toutes les compétitions.

## Organisation
La commission technique mise en place pour organiser les épreuves est composée de 9 hommes : MM. Lewis, L.H. Sandford, Armand Masson et Paul Lecaron, cofondateurs du Tennis club de Paris, Cucheval-Clarigny, secrétaire de la Commission de Lawn‐tennis de l'USFSA, Gaston Fournier, Archibald Warden, Le Texier et le baron Jean de Bellet. S'ajoutent M. R.-B. Hough du Queen's Club, représentant l'Angleterre et Charles A. Voight du T.C.P., représentant les pays étrangers. La direction du tournoi est confiée au vicomte Léon de Janzé, président de la S.S.I.P. qui accueille la compétition et président honoraire de l'USFSA. Il est assisté de F.-J. Plassard, président du T.C.P., Paul Champ, vice-président du Racing Club de France et de Gustave de Lafreté.
Le choix du site de la compétition ne fut connu qu'au dernier moment car les courts initialement choisis du Cercle du Bois de Boulogne, bien que récemment construits, furent jugés de qualité insuffisante pour pouvoir supporter une semaine de compétition. Les organisateurs n'ont donc pas pu prévenir suffisamment à temps les clubs de province et étrangers de la tenue du tournoi.
Quatre épreuves de championnat sont organisées (simple et double messieurs, simple dames et double mixte), ainsi que six compétitions par handicap (simple et double messieurs 1re et 2de classe, simple dames et double mixte) et un tournoi professionnel.
Les droits d'engagement sont de 10 francs par joueurs, 20 francs par paire de double et 5 francs pour ceux disputant un tournoi handicap. La date limite des engagements est le 30 juin. 2350 francs de prix sont accordés pour le championnats de simple messieurs (1500 au premier, 500 au second et 350 au troisième). Le double messieurs est doté de 1200 francs, le simple dames de 600 francs et le double mixte de 400 francs. Un total de 2450 francs est distribué entre les finalistes des tournois handicap. Les vainqueurs des championnats sont récompensés par des « objets d'art du meilleur goût », à savoir une petite table pour déjeuner de style Louis XVI, ainsi que trois pièces en vermeil et six tasses pour les messieurs, et un service de toilette avec six pièces en vermeil pour les dames.
Le règlement prévoit que la compétition réservée aux professionnels n'est maintenue que si au moins quatre joueurs sont inscrits. Les trois premiers reçoivent un prix (1000, 500 et 250 francs).
Les compétitions débutent seulement quatre jours après la fin du tournoi de Wimbledon. Cela n'empêche pas le vainqueur messieurs Reginald Doherty et la finaliste dames Charlotte Cooper d'honorer leur présence à Paris.

## Engagements
Le tournoi de simple messieurs revêt une importance particulière par la présence des meilleurs joueurs britanniques, à savoir les frères Doherty (AELTC Wimbledon), dont l'aîné Laurie est champion d'Angleterre en simple et en double depuis 1897, mais aussi Harold Mahony (Fitzwilliam LTC), ancien vainqueur du tournoi en 1896. Côté français, le meilleur joueur du moment Paul Aymé est absent après s'être foulé le poignet. Les principaux représentants tricolores sont donc Paul Lebreton (TCP) et André Prévost, vice-champion de France un mois plus tôt. Le jeune Max Decugis (17 ans) déclare forfait avant son premier match en simple mais s'aligne en double. Quatre joueurs Américains de second plan sont également présent dont Charles Sands qui fut quart de finaliste du championnat des États-Unis en 1894.
Le tournoi féminin connait aussi un certain intérêt avec la participation de la triple championne d'Angleterre Charlotte Cooper, de la championne des États-Unis Marion Jones et de la championne de France Yvonne Prévost.

## Déroulement
Les frères Doherty, qui avaient pour coutume de ne jamais s'affronter, devaient se rencontrer en demi-finale. Reggie laissa son frère cadet Laurie aller en finale car il l'estima le plus fort pour battre Mahony. En effet, celui-ci n'eut aucun mal à battre l'Irlandais (6-4, 6-2, 6-3). Dans l'épreuve du double messieurs, les Britanniques remportèrent facilement le tournoi contre une paire inattendue composée d'un américain de 40 ans du nom de Basil de Garmendia, associé au jeune français Max Decugis (6-1, 6-1, 6-0).
En simple dames, le match le plus intéressant a lieu de demi-finale lorsque Miss Cooper écarte Miss Jones (6-2, 7-5) avant de battre plus facilement Mlle Prévost en finale (6-1, 6-4).
La finale du simple messieurs s'est exceptionnellement déroulée le 12 juillet en raison du retard pris dans l'organisation des rencontres. La distribution des prix a lieu à 18 heures après ce dernier match, sous la présidence de Daniel Mérillon, délégué général de la section des sports de l'Exposition universelle.

## Podiums
| Épreuve          | Or                                | Argent                         | Bronze                        | Bronze                               |
| Simple dames     | Charlotte Cooper                  | Yvonne Prévost                 | Marion Jones                  | Hedwig Rosenbaum                     |
| Simple messieurs | Lawrence Doherty                  | Harold Mahony                  | Reginald Doherty              | Arthur Norris                        |
| Double messieurs | Lawrence Doherty Reginald Doherty | Basil de Garmendia Max Decugis | Harold Mahony Arthur Norris   | André Prévost Georges de la Chapelle |
| Double mixte     | Charlotte Cooper Reginald Doherty | Yvonne Prévost Harold Mahony   | Marion Jones Lawrence Doherty | Hedwig Rosenbaum Archibald Warden    |

## Résultats

### Simple messieurs
|  |                  |               |                  |            |            |   |   |        |        |        |        |        |
|  | 1/2 finale       | 1/2 finale    | 1/2 finale       | 1/2 finale | 1/2 finale |   |   | Finale | Finale | Finale | Finale | Finale |
|  |                  |               |                  |            |            |   |   |        |        |        |        |        |
|  |                  |               |                  |            |            |   |   |        |        |        |        |        |
|  | Harold Mahony    |               | 8                | 6          |            |   |   |        |        |        |        |        |
|  | Harold Mahony    |               |                  |            |            |   |   |        |        |        |        |        |
|  | Arthur Norris    |               | 6                | 1          |            |   |   |        |        |        |        |        |
|  | Arthur Norris    | Harold Mahony | 6                | 1          |            | 4 | 2 | 3      |        |        |        |        |
|  |                  |               |                  |            |            | 4 | 2 | 3      |        |        |        |        |
|  |                  |               | Lawrence Doherty |            | 6          | 6 | 6 |        |        |        |        |        |
|  | Lawrence Doherty |               | Lawrence Doherty |            | 6          | 6 | 6 |        |        |        |        |        |
|  |                  |               |                  |            |            |   |   |        |        |        |        |        |
|  | Reginald Doherty |               | forfait          | forfait    | forfait    |   |   |        |        |        |        |        |
|  | Reginald Doherty |               | forfait          | forfait    | forfait    |   |   |        |        |        |        |        |

### Double messieurs
|  |                                      |                                   |                                   |            |            |   |   |        |        |        |        |        |
|  | 1/2 finale                           | 1/2 finale                        | 1/2 finale                        | 1/2 finale | 1/2 finale |   |   | Finale | Finale | Finale | Finale | Finale |
|  |                                      |                                   |                                   |            |            |   |   |        |        |        |        |        |
|  |                                      |                                   |                                   |            |            |   |   |        |        |        |        |        |
|  | Maxime Decugis Basil de Garmendia    |                                   | 6                                 | 6          |            |   |   |        |        |        |        |        |
|  | Maxime Decugis Basil de Garmendia    |                                   |                                   |            |            |   |   |        |        |        |        |        |
|  | Georges de la Chapelle André Prévost |                                   | 2                                 | 4          |            |   |   |        |        |        |        |        |
|  | Georges de la Chapelle André Prévost | Maxime Decugis Basil de Garmendia | 2                                 | 4          |            | 1 | 1 | 0      |        |        |        |        |
|  |                                      |                                   |                                   |            |            | 1 | 1 | 0      |        |        |        |        |
|  |                                      |                                   | Lawrence Doherty Reginald Doherty |            | 6          | 6 | 6 |        |        |        |        |        |
|  | Lawrence Doherty Reginald Doherty    |                                   | Lawrence Doherty Reginald Doherty | 6          | 6          | 6 | 6 | 6      |        |        |        |        |
|  | Lawrence Doherty Reginald Doherty    |                                   |                                   | 6          |            |   |   | 6      |        |        |        |        |
|  | Harold Mahony Arthur Norris          |                                   | 4                                 | 1          |            |   |   |        |        |        |        |        |
|  | Harold Mahony Arthur Norris          |                                   | 4                                 | 1          |            |   |   |        |        |        |        |        |

### Simple dames
|  |                  |                  |                |            |            |   |   |        |        |        |        |        |
|  | 1/2 finale       | 1/2 finale       | 1/2 finale     | 1/2 finale | 1/2 finale |   |   | Finale | Finale | Finale | Finale | Finale |
|  |                  |                  |                |            |            |   |   |        |        |        |        |        |
|  |                  |                  |                |            |            |   |   |        |        |        |        |        |
|  | Marion Jones     |                  | 2              | 5          |            |   |   |        |        |        |        |        |
|  | Marion Jones     |                  |                |            |            |   |   |        |        |        |        |        |
|  | Charlotte Cooper |                  | 6              | 7          |            |   |   |        |        |        |        |        |
|  | Charlotte Cooper | Charlotte Cooper | 6              | 7          |            | 6 | 6 |        |        |        |        |        |
|  |                  |                  |                |            |            | 6 | 6 |        |        |        |        |        |
|  |                  |                  | Yvonne Prévost |            | 1          | 4 |   |        |        |        |        |        |
|  | Yvonne Prévost   |                  | Yvonne Prévost | 6          | 1          | 4 | 6 |        |        |        |        |        |
|  | Yvonne Prévost   |                  |                | 6          |            |   | 6 |        |        |        |        |        |
|  | Hedwig Rosenbaum |                  | 1              | 1          |            |   |   |        |        |        |        |        |
|  | Hedwig Rosenbaum |                  | 1              | 1          |            |   |   |        |        |        |        |        |

### Double mixte
|  |                                   |                                |                                     |            |            |   |   |        |        |        |        |        |
|  | 1/2 finale                        | 1/2 finale                     | 1/2 finale                          | 1/2 finale | 1/2 finale |   |   | Finale | Finale | Finale | Finale | Finale |
|  |                                   |                                |                                     |            |            |   |   |        |        |        |        |        |
|  |                                   |                                |                                     |            |            |   |   |        |        |        |        |        |
|  | Yvonne Prévost Harold Mahony      |                                | 6                                   | 6          |            |   |   |        |        |        |        |        |
|  | Yvonne Prévost Harold Mahony      |                                |                                     |            |            |   |   |        |        |        |        |        |
|  | Hedwig Rosenbaum Archibald Warden |                                | 3                                   | 0          |            |   |   |        |        |        |        |        |
|  | Hedwig Rosenbaum Archibald Warden | Yvonne Prévost · Harold Mahony | 3                                   | 0          |            | 2 | 4 |        |        |        |        |        |
|  |                                   |                                |                                     |            |            | 2 | 4 |        |        |        |        |        |
|  |                                   |                                | Charlotte Cooper · Reginald Doherty |            | 6          | 6 |   |        |        |        |        |        |
|  | Marion Jones Lawrence Doherty     |                                | Charlotte Cooper · Reginald Doherty | 2          | 6          | 6 | 4 |        |        |        |        |        |
|  | Marion Jones Lawrence Doherty     |                                |                                     | 2          |            |   | 4 |        |        |        |        |        |
|  | Charlotte Cooper Reginald Doherty |                                | 6                                   | 6          |            |   |   |        |        |        |        |        |
|  | Charlotte Cooper Reginald Doherty |                                | 6                                   | 6          |            |   |   |        |        |        |        |        |

### Tournois par handicap
- Simple messieurs 1re classe : André Prévost (2/6) bat R.F. Doherty (-40) par forfait
- Simple messieurs 2de classe : Descombes (0) bat Moreau (15) (7-5, 6-1)
- Simple dames : Yvonne Prévost (0) bat Charlotte Cooper (-30) (4-6, 8-6, 0-1, ab.)
- Double messieurs 1re classe : Basil de Garmendia et Max Decugis (3/6) battent Archibald Warden et Pierre Verdé-Delisle (0) (7-5, 3-6, 6-2)
- Double messieurs 2de classe : Carlos de Candamo et P. De Heeren battent Maurice Germot et Finger (6-4, 6-4)
- Double mixte : Yvonne Prévost et André Prévost battent Antoinette Gillou et Maurice Germot (6-3, 6-4)[5]

### Tournoi professionnel
La compétition s'est déroulée sous la forme d'une poule où tous les joueurs s'affrontent. Le professeur Tom Burke termine premier avec quatre victoires.
1er :  Tom Burke (S.S.I.P., Paris), 2e :  George Kerr (Fitzwilliam Lawn Tennis Club, Dublin), 3e :  Charles Hierons (Queen's Club, Londres), 4e :  Tom Fleming (Queen's, Londres), 5e :  W. Marshall (Paris). NC : Hagette (Stockholm).

## Tableau des médailles par pays
| Rang | Pays                | Médaille d'or, Jeux olympiques | Médaille d'argent, Jeux olympiques | Médaille de bronze, Jeux olympiques | Total |
| 1    | Royaume-Uni         | 4                              | 1                                  | 3                                   | 8     |
| 2    | Mouvement olympique |                                | 2                                  | 2                                   | 4     |
| 3    | France              |                                | 1                                  | 1                                   | 2     |
| 4    | États-Unis          |                                |                                    | 1                                   | 1     |
| -    | Bohême              |                                |                                    | 1                                   | 1     |